# Zand van Gemmenich
Het Zand van Gemmenich is een laag in de ondergrond van Nederlands Zuid-Limburg en het omringende gebied in Duitsland en België. Het Zand van Gemmenich is onderdeel van de Formatie van Vaals en stamt uit het Krijt (het Campanien).
Deze kalksteenlaag is vernoemd naar Gemmenich.

## Stratigrafie
Normaal gesproken ligt het Zand van Gemmenich boven op het oudere Zand van Cottessen en onder het jongere Zand van Vaalsbroek (beide uit de Formatie van Vaals). Tussen de zandlagen Vaalsbroek en Gemmenich bevindt zich de Horizont van Overgeul. Tussen de zandlagen Gemmenich en Cottessen bevindt zich de Horizont van Gemmenich. Ongeveer halverwege het zandpakket bevindt zich de Horizont van Vaalsbroek.

## Zand
De typelocatie van het Zand van Gemmenich is een holle weg bij grenspaal 6 bij Terstraten in België.